# Palazzo Capua
Palazzo Capua, znany też jako Capua Palace – neoklasyczny pałac z początku XIX wieku, położony w Sliemie na Malcie. Zbudowany przez rosyjskiego bankiera, który nazwał go Selma Hall. Później budynek przeszedł na własność księcia Kapui Carla de Borbon i jego żony Penelope Caroline Smyth, od których wziął swą nazwę.
W czasach, kiedy został zbudowany, był najbardziej atrakcyjnym budynkiem na tym terenie. Roztaczał się z niego rozległy widok na okoliczne tereny, gdyż Sliema była jeszcze słabo rozbudowana. Zawsze był rozpoznawalny ze względu na swoją neoklasyczną architekturę, szczególnie z powodu użycia kolumn na fasadzie. Teren ten został zabudowany w XIX i XX wieku. Od wczesnych lat XX wieku budynek pałacu ulegał różnym adaptacjom. Aktualnie budynek mieści hotel butikowy, zaś na miejscu ogrodów pałacowych zbudowany jest St. James Capua Hospital.